# 이장숙
이장숙 (8월 30일 ~ )은 대한민국의 희극인, 영화 배우, 가수다. 말 그대로 만능엔터테이너이다. 이장숙은 2022년 이리안으로 개명하여 활동중이다.
부산에서 출생하여 동아대학교 무용학도로 또 무용단으로 활약 할 만큼 뛰어난 춤실력에도 불구하고 어릴적부터 꿈이었던 가수로의 도전을 위해 가요제 출전을 하여 수상하였고 이때 이장숙의 목소리에 반해 어느 음반제작자에게 코러스 제안을 받게된다. 그 앨범에 속한 멤버중 한명이 지금의 개그우먼 김숙이다. 물론 당시는 둘다 가수를 꿈꾸던 학생신분으로 만났다.김숙의 재기발랄함에 이장숙이(이리안) 개그우먼 제안을 하게 되었고 경험삼아 강변가요제 출전 전에 담력도 키울 겸 당시 광고하던 kbs대학개그제에 듀엣으로 출전하게 된다.첫 도전장에 덜컥 '은상'을 수상하게되며 kbs공채 개그맨으로 정식 데뷔하게 되었다. 데뷔 후 이장숙은(이리안) 동기들중 제일 먼저 고정 프로그램에 발탁 되는 등 가장 주목받는 여자 신인이긴 했으나 가수가 꿈이던 그녀는 다음 해 1996년 댄스그룹으로 가요계에 데뷔하게 된다. 이로써 HOT,언타이틀,영턱스클럽과 같은 1세대 아이돌가수로써 sbs인기가요에 그 해 가장 주목받는 유망주 신인으로 같이 데뷔하였다. 그 팀이름은 MIK인데.. 본인 위주로 팀원들을 하나 하나 모집하는 과정부터 10명도 넘게 들어왔다 탈퇴하며 떠나가는 과정에 지친 이장숙은(이리안) 1집 활동 후 소속사와 이별을 한다. 이후 그 팀은 새로운 멤버로 2집 앨범까지 나왔다.
이후 대학로에서 공연을 하며 포스터도 붙이고 전단지도 돌려가며 방송에 대한 미련일랑 버리고 뮤지컬 전문배우가 되어 보기로 결심을 한다. 허나 세상은 아이러니하게도 이때에 그녀를 다시 방송으로 불러 들인다. 방송에 대한 미련은 없었으나 객지에서 뮤지컬 전문배우가 되기까지 시간과 돈이 필요했기에 방송을 다시 해 보기로 한다.그때 하게 된 것이 이장숙을(이리안)세상에 처음 알리게 된 '시사터치 코미디 파일'에 가수 이소라 성대모사 캐릭터이다. 당시 유일무이 한 이소라 성대모사와 모창,외모모사까지 완벽했던 그녀는 하루아침 세상이 변하는걸 경험하게 될 정도로 벼락스타 및 모든 섭외순위 0순위의 핫이슈 인물이 되었다. 그 해 연말 당연히 신인상은 그녀의 몫이였으나 시상식 드레스 가봉까지 마친 상황에서 안타까운 통보를 받게 된다. 당시 kbs코미디 시청률이 바닥을 치다가 이장숙의(이리안) 이슈됨으로 이어 심현섭, 당시 신인이던 김준호,김대희,김영철...등이 함께 주목되던 상황이되었는데.. 희극인실 측에서 이제 갓 좋아지고 있다고 갑자기 잔치분위기는 좀 아닌것 같다며 시상식을 연말대잔치로 바꾸어 취소 해 버렸다. 한참 후배들만 상을 받으니 선배들이 틀어 버린것 아니냐는 후문이 돌기도.. 이에 평생 한번밖에 기회가 없는 신인상을 축하인사로만 끝내야 했다.
승승장구하던 이장숙은(이리안) 개그로 kbs,mbc,sbs 동시 3사를 넘나드는 유일한 개그우먼이었으며 여러 프로그램 mc와 라디오 진행을 맡는 등 방송인으로도 맹활약했다. 이후 영역을 넓혀'피아노치는대통령'주조연을 시작으로 ‘좋은사람있으면소개시켜줘’‘여고생시집가기’등의 영화로 또 뮤지컬 '페이스오프'를 시작으로 ‘동키쇼’‘드림헤어’등 뮤지컬로 장르를 넓혀가다 2003년엔 선배 김수용의 제안으로 다시금 댄스음반듀오'게임'의 앨범'미야미야'(타이틀곡)를 발매하게 된다. 둘은 개그 선후배 사이로 유재석,송은이,김숙,정형돈,이윤석,김용만,지석진,김영철,김인석,이재훈,김경민,황승환 등 많은 동료들이 뮤직비디오에 출연하였고 다수의 예능프로와 라디오에 고정 출연 및 게스트로 출연하였다. 그러나 연기에 더 큰 매력을 느낀 이장숙(이리안)은 이후 방송보다는 영화나 뮤지컬쪽으로 더욱 전념하게 된다. 또한 부산 출신으로 사투리연기가 맛깔 난 그녀가 연기자 최강희가 영화'애자'찍을 당시 사투리 연기 선생님을 하게 됨을 시작으로 이어 남녀 조연급들 사투리 연기 선생님을 맡기도 한다. 그러다 가족사로 몇년을 환자간병과 연이은 장례를 치르는 등 힘든 시간을 겪었다. 힘든 시간을 교회를 통해 하나님 만나서 견딜 수 있었다는걸 그녀의 신앙고백에서 볼 수 있다. 2016년 다시 힘을 내어 보자는 의미로 늦은 나이지만 뷰티피트니스대회 일명 머슬대회 wbff아시아배에 출전 해 커머셜부문 수상하며 호평을 받는다. 2019년에는 2003년 김수용과의 앨범 수록곡이던 이장숙 본인이 만든 곡 '별이되어'를 아프리카 vj출신가수 소울후니가 리메이크 하면서 이장숙(이리안) 버젼 트랙도 추가하여 음원발매하게되고, 2021년 제21회월드2인극페스티벌 에'어때서'라는 출품작으로 안정적이고 열정적인 연기력을 인정받으며 역대 소극장 최다 관객 동원으로 이끌며 '우수상'과 2021년제2회아름다운문화인대상'엔터테이너부문특별상'대상을 수상한다.
2022년 가수 미스터팡과 듀엣곡 '밤에피는장미'음원도 발표하고 또 같은 해 가수 서지오의 첫 발라드 곡 '앉지요'를 작사 헤 만능엔터테이너로서의 면모를 뽐냈다. 코로나 시기에 힘든 사람들에게 많은 위로가 되길 바라는 심정을 연인에게 빗대어 쓴 가사이며 인생에 무겁고 힘든 짐진 자들이 잠시나마 쉬어갈 수 있길 바라는 곡이다. 2023년 가요티비 연말시상식 ‘올해스타가수대상’에서 수상하며 이로써 가수로써도 인정을 받으며 멀티테이너 대표 인물이다.

## 데뷔
- KBS 12기 공채 개그맨

## 수상
- KBS 대학개그제 은상
- kbs 부산시민가요제 장려상
- mbc라디오 (밤을잊은그대에게)
  - 노래자랑 우승
- 뷰티피트니스대회 W.B.F.F아시아챔피
  - 언쉽-커머셜모델부문 수상
- 제21회 월드2인극페스티벌 
  - '우수작품상'수상
- 2021년 제2회아름다운문화인대상
  - - 엔터테이너 특별상부문 대상
- 2023년 가요티비 연말시상식 ‘올해스타       가수대상’ 수상

## 학력
- 부산동아대학교 무용학 학사
- 추계예술대학교 문화예술경영학 석사과정

## 경력
- 김수용.이장숙 듀오앨범 GAME
  - 메인보컬
- 1996 아이돌그룹 MIK 메인보컬
- 개그콘서트 출연
- 쇼행운열차 출연
- 시사터치코미디파일 출연
- 뮤지컬-방황하는별들,페이스오프,동키쇼,드림헤어 등
- 2002 피아노 치는 대통령-광배역
- 2002 좋은 사람 있으면 소개시켜 줘 - 연하녀역
- 2004 여고생 시집가기-무당역
- 2005 행복하면 손벽을 치자

(한일합작영화)-조연
- 2015 잔인한미용사의 화끈한 써비스
- 2019 이장숙 곡을 리메이크 한 
  - 소울후니 앨범 in feat이장숙

'별이되어'음원발표
-엄마/언니 1인2역
- 미스터팡 리메이크 듀엣곡 
  - '밤에피는장미'음원 발표
- 2021 제21회 월드2인극페스티벌   
  - 공식참가작 '어때서' -주연-
- 2022 가수 서지오 발라드 음원 
  - '앉지요' 작사